# Норіто
Норіто (яп. 祝詞, норіто, «вітальні слова») — молитва або її текст у японській традиційній релігії синто. Читається як правило лише священнослужителями під час великих свят-мацурі та синтоїстських церемоній. Прихожанам не обов'язково знати текст молитов. Вважається, що сам текст має магічну силу і служить оберегом для вірних.
Розквіт літературного жанру норіто припадає на 7-8 століття, проте зародився він ще у 3-4 століттях н. е., у часі, коли формувалася синто.
Тривалий час існувала виключно усна традиція передачі текстів норіто від одного покоління жерців до іншого. Переважно цим займалися представники родів Накатомі та Імібе, які протягом століть обиралися жерцями і священиками синтоїстських храмів.

## Енґі-сікі
Уперше тексти церемоніально-обрядових пісень були зібрані у збірку норіто «Енґі-сікі» (досл.: ритуали доби Енґі, Установлення доби (традиції) доби Енґі) у 927 році. Більшість норіто мали чітку змістовну структуру:
- опис історії виникнення того чи іншого обряду
- короткий переказ відповідного міфу (міфів)
- змалювання господарського та політичного устрою відповідної епохи виникнення обряду
- докладний перелік піднесень-подарунків синтоїстським богам

## Поетика
Норіто були виключно японською мовою, а запис на початковому етапі здійснювався фонетично-ієрогліфічним способом. За стилістичними особливостями норіто займає проміжне місце між поезією і прозою, проте більшість фахівців відносять норіто до поезії, позаяк цьому жанру властиві такі поетичні засоби як риторичні прикраси, метафори, паралелелізми, повтори тощо. На думку російського японіста М. О. Невського усі ці поетичні засоби розраховані на те, «щоб підсилити враження і додати молінням піднесеності. Окремі частини норіто звучать дуже святкого і навіть ритмічно» Норіто зазвичай виголошувалися особливим святково-церемоніальним речетативом і супроводжувалися відповідними магічними діями: жестами, рухами, танцями.
Деякі європейські літерутурознавці порівнюють японські норіто з католицькими проповідями, інші — з біблійними псалмами На думку І. Бондаренка подібні порівняння доречні лише з точки зору змісту та ідейної спрямованості цих жанрів релігійної літератури. Що ж стосується специфіки норіто як поетичного жанру, то їх доцільніше порівнювати з відповідними жанрами саме японської класичної поезії, насамперед із нагаута (тьока), що містяться у складі Кодзікі та Ніхонсьокі.

## Тематика
Тематика норіто була різноманітною: прохання гарного врожаю та сприятливої погоди, припинення природних катаклізмів, пожеж, епідемій, голоду тощо, святкування різних сезонних подій, сімейних обрядів і навіть прохання або подяка за призначення на ту чи іншу посаду.